# Боич, Милутин
Милу́тин Бо́ич (серб. Милутин Бојић, 7 [18] мая 1892 — 8 [25] октября 1917) — сербский поэт, драматург и литературный и театральный критик, участник Балканских войн и Первой мировой войны. Видный представитель сербской патриотической поэзии эпохи Романтизма.

## Биография

### Происхождение и детство
Родился в Белграде 7 (19) мая 1892 года, старший сын Йована и Софии Боич (урожденной Богоевич).
Семья отца происходила из Герцеговины. После Первого сербского восстания прадед Боича бежал от турецких преследований и осел в городе Землин в Австро-Венгрии. В 1875 году отец Боича был призван в австро-венгерскую армию, однако из-за конфликта со старшим офицером — венгром уехал Белград, где окончил ремесленную школу и стал сапожником.
Семья матери происходила из Тетово на севере Македонии, откуда в 1690 году во время Великого переселения сербов уехала в Бечкерек. Йован, дед по материнской линии, с детства жил в приграничном городке Панчево, был преуспевающим сапожником и в 1890 году выдал за отца Боича единственную дочь.
На момент рождения поэта родители жили в старом городе Белграда в небольшой квартире в доме № 4 по Сремской улице, под которой располагалась сапожная мастерская (здание было разрушено бомбардировками в годы Второй мировой войны). Впоследствии в семье родилось ещё четверо детей: Елица (1894), Даница (1896), Радивое (1900) и Драголюб (1905), все они дожили до взрослого возраста.
В детстве семья часто бывала у двоюродного брата матери Йована Сремаца, брата беллетриста Стевана Сремаца. По некоторым свидетельствам, Йован оказал на Боича большое влияние, познакомив его с сербскими народными преданиями и средневековыми легендами.

### Школьные годы

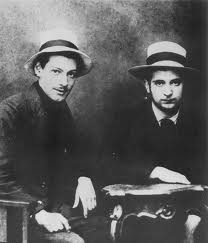
Милутин Боич (слева) и Станислав Винавер.

В 1898 году Боич поступил в «Палилускую» начальную школу , которую впоследствии с отличием окончил. Вероятно, писать стихи он начал уже в восемь—десять лет, что привлекло внимание учителей. Так, учитель сербского языка Йован Дравич, отмечал: «Один мой ученик с первого класса пишет стихи. Его отец, сапожник со Сремской улицы, очень гордится этими произведениями. Он держит их в сейфе как большое сокровище и уверен, что они имеют огромную ценность и доказывают блестящее будущее его сына».
В 1902 году семья переехала в небольшой дом на Хиландарской улице. Осенью того же года Боич поступил в белградскую среднюю школу № 2 и вскоре показал прекрасные успехи в учёбе. В 1907 году он был признан лучшим учеником и освобожден от годовых экзаменов. В тот период Боич начал публиковать стихи в школьной газете и писать литературные обзоры для газеты «Дневни лист» Йована Скерлича и Милана Гроля, став самым юным автором этого издания. Все его статьи выходили под псевдонимом: Боич опасался, что иначе его не будут принимать всерьез. Кроме того, он сотрудничал с журналами «Дело», «Венац» и «Српски књижевни гласник». В 1908 году во время аннексии Боснии и Генрцеговины Австро-Венгрией им была написана первая театральная пьеса «Слепи деспот», которая должна была стать первой частью трилогии «Деспотова круна». Он поделился произведением со своим знакомым Радославом Весничем, который показал её Ристе Одавичу, режиссёру Национального театра в Белграде.
К концу учёбы в школе Боич был избран председателем школьного литературного клуба. В мае 1910 года, когда ему исполнилось восемнадцать, он был признан негодным к воинской службе и освобожден от призыва. Осенью того же года Боич поступил на Философский факультет Белградского университета, где изучал работы Иммануила Канта, немецкую, итальянскую и южнославянскую литературу. Вскоре он начал писать театральные обзоры для ежедневника «Пијемонт», полуофициального органа тайной ультранационалистической организации «Единство или смерть» (более известной как «Черная рука»), которая находилась в оппозиции к Народной радикальной партии премьер-министра Николы Пашича и играла важную роль в сербской политике 1903—1914 годов.
В этот период на Боича сильно повлиял литературный критик Милутин Драгутинович, его бывший школьный учитель. Он посоветовал Боичу продолжать писать стихи и драмы и в 1911 году, когда тот поделился первым наброском пьесы «Ланци», предложил ему принять участие в конкурсе Литературного комитета Национального театра, в художественный совет которого он входил. В конкурсе участвовало сорок две работы, в том числе Иво Войновича, Бранислава Нушича, Алексы Шантича, Светозара Чоровича и других известных авторов. Произведение Боича жюри отклонило за «излишнюю наивность» и «многочисленные юношеских преувеличения». В мае 1911 года в возрасте 56 лет от сердечного приступа умер отец поэта.

### Балканские войны
Несмотря на занятость, Боич в университетские годы проводил вечера в кафе и барах белградского богемного квартала Скадарлия. Он познакомился со многими деятелями сербского искусства и приобрел большую популярность среди писателей и художников своего поколения.
В то время Боич заручился покровительством профессора и политика Любомира Йовановича и его жены Симеоны, благодаря которым сумел опубликовать свои произведения.
В период Балканских войн Боич сопровождал сербскую армию в Косове и Македонии в качестве военного журналиста и оставил путевые заметки. Окончание турецкого господства на Балканах, продолжавшегося более пятисот лет, наполняло его оптимизмом. Одновременно Боич работал над исторической драмой «Краљева јесен», которая удостоилась положительного отзыва Скерлича и была поставлена в Национальном театре в октябре 1913 года. Вскоре последовала премьера другого произведения Боича, «Госпођа Олга». В начале 1914 года крупный издатель Светислав Цвиянович выпустил первый сборник Боича, включавший 48 стихотворений.

### Первая мировая война

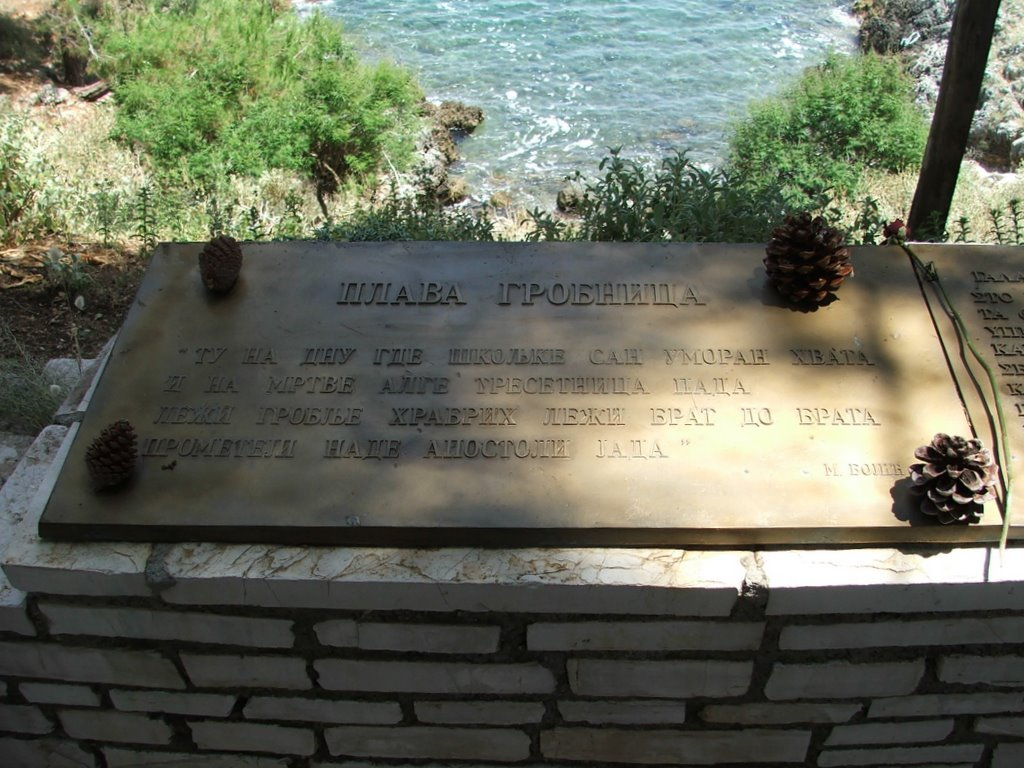
Фрагмент сербского мемориала на острове Видо со стоками из стихотворения «Плава гробница».

Когда началась Первая мировая война, Боич учился на последнем курсе университета и был обручен с Радмилой Тодорович, дочерью полковника сербской армии. Он был вынужден прервать образование и отложить свадьбу, но продолжал работать в журнале «Пијемонт» до 1915 года, после чего, временно расставшись с Радмилой, уехал из Белграда вместе с семьей в городок Аранджеловац в сербской глубинке. Вскоре семья переехала в Ниш, находившийся дальше от фронта. Там Боич работал военным цензором и сотрудничал с в газетой «Нишки гласник». В начале февраля 1915 года умерла от рака мать, и ему пришлось взять на себя заботу о младших братьях и сестрах.
Большую часть творческой энергии Боич посвятил завершению эпической поэмы «Каин», которая была опубликована непосредственно перед вторжением Австро-Венгрии, Болгарского царства и Германской империи в Сербию в октябре 1915 года. В этом глубоко патриотическом произведении он сравнивает грядущее болгарское нападение с историей библейского Каина, из зависти убившего брата. После взятия Ниша болгары сожгли весь тираж произведения за исключением экземпляра, который Боич взял с собой при отъезде. После бегства из Ниша Боич и его брат Радивое вступили в сербскую армию, которая отступала к берегу Адриатического моря, а сестер и младшего брата отправили к родственникам в оккупированное Кралево.
С отступающими частями братья Боич прошли через Куршумлию, Митровицу, Приштину, Призрен, Джяковицу, Дечани и Печ, оттуда в Андриевицу и Подгорицу, чтобы присоединиться к черногорской армии и попасть в Скутари для эвакуации в Италию на кораблях Союзников.
Вскоре оказалось, эвакуация в Скутари не состоится из-за активности австро-венгерского флота у северного побережья Албании, однако командование приняло решение не сдаваться продолжить отходить на юг к Дурресу и Влере, чтобы соединиться с французскими экспедиционными силами и эвакуироваться на греческий остров Корфу. Марш, вполследствии получивший название «Албанская Голгофа», проходил тяжело, тысячи солдат погибли от холода, недоедания и нападений местного населения. В то время Боич работает над антологией «Песме бола и поноса», включающей его наиболее известные произведения, а также над новой драмой в стихах «Урошева женидба».
В декабре 1915 года Боич с сербскими войсками добрался до Шенгини, где встретился с невестой. Из-за призывного возраста ему было отказано в эвакуации в Италию, поэтому, посадив на корабль Радмилу и пятнадцатилетнего брата, признанного непригодным к службе по возрасту, он продолжил отступление вдоль албанского побережья к Корфу, откуда Союзниками была организована транспортировка остатков сербской армии в материковую Грецию.
На Корфу тысячи сербских военнослужащих с симптомами тифа были отправлены на карантин на остров Видо. В течение двух месяцев от болезни там умерло одиннадцать тысяч человек, семь тысяч из которых из-за нехватки места было похоронено в море: трупы грузили на баржи и сбрасывали за борт. Зрелище страданий и обращения с телами умерших вдохновило Боича написать стихотворение «Плава гробница», по некоторым оценкам лучшее из его произведений и шедевр сербской патриотической поэзии. Вскоре после прибытия на Корфу Боич начал работать в сербской военной разведке и в середине 1916 года был переведен в Салоники.
В Салониках Боич большую часть свободного времени читал французских авторов и писал стихи. В августе 1916 года он получил месячный отпуск и отправился во Францию, куда невеста с братом переехали вскоре после эвакуации в Италию. Проведя с невестой месяц в Ницце, он вернулся в Грецию и вновь занялся работой. В середине 1917 года в Салониках вышел сборник «Песме бола и поноса», однако уже в августе почти весь тираж погиб во время Великого пожара Салоник. Послевоенные издания антологии основаны на экземпляре, отправленном Боичем невесте во Францию.
В сентябре 1917 года у Боича диагностировали туберкулёз. Благодаря вмешательству Любомира Йовановича, он был отправлен в офицерский военный госпиталь в центре Салоник, где его часто навещала жена мецената. Боич продолжал писать стихи, в которых с ухудшением состояния стали появляться меланхолические нотки. Тем не менее, он сохранял оптимизм и надеялся вновь встретиться с родными. За месяц до смерти от послал невесте и брату телеграмму, заверяя, что болен «лишь немного» и обязательно с ними увидится.
Умер от туберкулёза 8 (21) ноября 1917 года; даже за несколько часов до смерти он верил в выздоровление. Боич был похоронен на военном кладбище Зейтенлик в Салониках, прощальное слово сказал литератор Иво Чипико. В 1922 году родные эксгумировали и перезахоронили его останки на Новом кладбище в Белграде, рядом с родителями.

## Семья
Братья и сестры Боича пережили войну. Радивое Боич служил Министерстве иностранных дел Югославии и в апреле 1941 года после агрессии стран Оси эмигрировал с семьей на Запад. Драголюб Боич работал в Белграде учителем географии. Елица Боич вышла замуж и жила в Белграде до смерти в 1942 году. Даница Боич умерла, не выйдя замуж, в 1952 году.
Невеста, Радмила Тодорович, вернулась в Югославию и умерла в Белграде в 1971 году бездетной, сохранив верность поэту.

## Творчество

### Характеристика

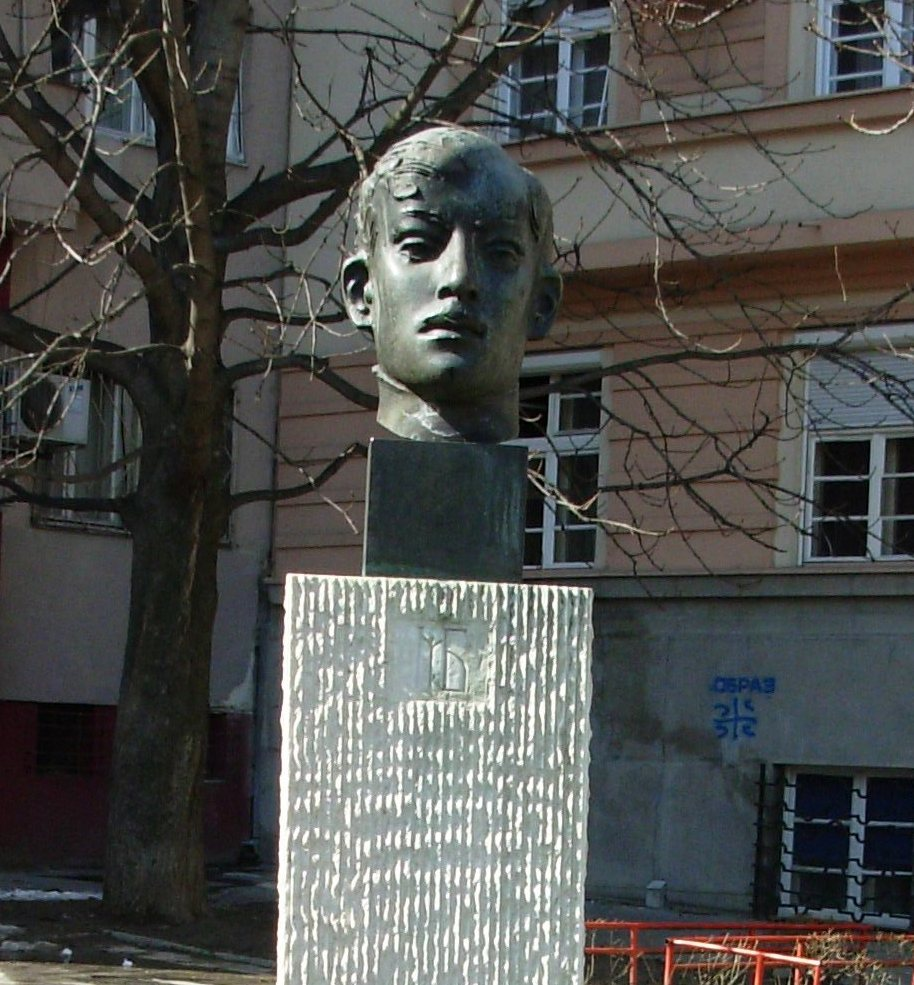
Бюст Милутина Боича в Белграде

Ранняя поэзия Боича испытала влияние Йована Дучича и Милана Ракича. Во время учёбы в Белградском университете в свободное время он занимался изучением Библии (на библейские сюжеты написаны, в том числе, стихи «Заљубљени Давид» и «Салома»), читал произведения Виктора Гюго, Фридриха Ницше, Л. Н. Толстого, А. П. Чехова, Зигмунда Фрейда и других авторов. Особенное воздействие на произведения того времени оказал Шарль Бодлер и его «экзальтированная чувственность». Хорошо владел приемами версификации, в особенности сонетом и александрийским стихом.
Позднее на Боича повлиял Оскар Уайлд, особенно «Саломея», которую начали ставить в Национальном театре в его студенческие годы: пьеса так восхитила Боича, что он сочинил одноимённое стихотворение. Влияние Уайлда прослеживается и в лирических пьесах, особенно в драме «Краљева јесен». Боича вдохновлял французский драматург Эдмон Ростан и его драма «Орлёнок», что в наибольшей мере чувствуется в «Женитьбе Уроша». Пьесы Боича написаны прежде всего под влиянием истории Сербии и средневековых сербских мотивов.
Балканские войны вдохновили Боича написать первое патриотическое произведение, в котором он пытался подражать риторическим стихотворениям Гюго. После 1914 года его творчество стало в значительной степени концентрироваться на патриотических темах, и к 1917 году они окончательно возобладали: в последние месяцы жизни кроме них Боич писал только о любви к невесте.
Переводил на сербский поэтические, прозаические и театральные произведения с французского (Эдмон Ростан, Жан Ришпен), итальянского (Габриеле Д’Аннунцио), болгарского (Иван Вазов), английского и русского языков.

### Произведения

#### Сборники стихов
- «Песме» (1914)
- «Каин: поема у три дела, спев» (1915)
- «Песме бола и поноса» (1917)

#### Драмы
- «Ланци» (1910)
- «Краљева јесен» (1913)
- «Госпођа Олга» (1913—1914, первая постановка в 1979 году)
- «Урошева женидба» (1915)

#### Посмертные издания
«Сонети» (1922), «Песме» (1922), «Песме и драме» (1927), «Стихови и драме» (1957), «Песме и драме» (1963), «Избор из дела» (1974), «Сабрана дела: Поезија» (1978), «Песме» (1996), «Песме бола и поноса» (2001).
Отдельные произведения переведены на русский язык.

## Память
В Белграде действует Библиотека «Милутин Боич», основанная министерством культуры Сербии, которая занимается исследованием жизни и работы поэта, имеет обширную виртуальную базу данных и с мая 2014 года присуждает Премию «Милутин Боич».
В Белграде установлен бюст поэта и существует улица его имени. На греческом острове Видо строки из «Голубой могилы» процитированы на мемориале погибшим сербским военнослужащим.